# The Show of Shows

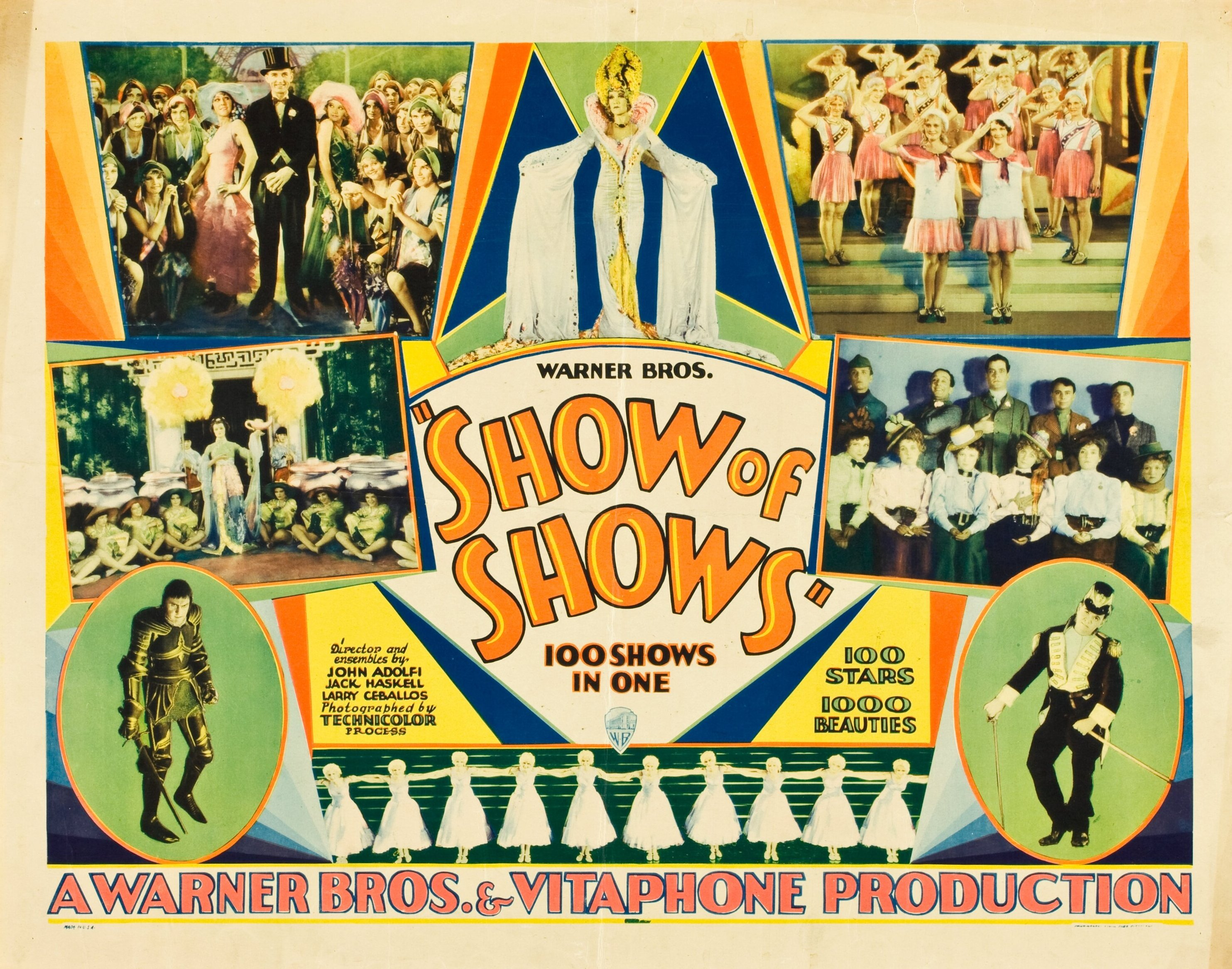
Affiche promotionnelle pour le film "The Show of Shows".

The Show of Shows est un film musical américain réalisé par John G. Adolfi, sorti en 1929.

## Synopsis
L'histoires des spectacles et des divertissements à travers l'histoire illustré par plusieurs sketches.

## Fiche technique
- Titre original : The Show of Shows
- Réalisation : John G. Adolfi
- Scénario : J. Keirn Brennan et Frank Fay
- Production : Darryl F. Zanuck
- Société de production : Warner Bros. Pictures
- Distribution :  États-Unis : Warner Bros. Pictures
- Musique : Edward Ward
- Photographie : Barney McGill
- Photographie de seconde équipe : Paul Ivano (non crédité)
- Montage :
- Décors :
- Costumes :
- Pays de production :  États-Unis
- Genre : Film musical
- Durée : 128 minutes
- Format : Noir et blanc - Couleur (Technicolor) - Son : Monophonique (Western Electric) - 1,33:1 - Format 35 mm
- Budget : 850.000 $US[1].
- Dates de sortie :
  - États-Unis : 21 novembre 1929 (New York)
  - États-Unis : 29 décembre 1929 (sortie nationale)

## Distribution
- Frank Fay : Maître de cérémonie
- John Barrymore : Richard III d'Angleterre
- Armida
- Mary Astor
- William Bakewell
- Richard Barthelmess : Lui-même
- Sally Blane
- Monte Blue
- Irène Bordoni : Elle-même
- Marion Byron : Lui-même
- Georges Carpentier
- Ethlyne Clair
- Ruth Clifford
- William Collier Jr.
- Betty Compson
- Chester Conklin
- Heinie Conklin
- Dolores Costello
- Helene Costello
- Jack Curtis
- Viola Dana
- Alice Day
- Marceline Day
- Sally Eilers
- Douglas Fairbanks Jr. : Ambrose
- Louise Fazenda
- Pauline Garon
- Albert Gran
- Alexander Gray
- Lloyd Hamilton
- Julanne Johnston
- Lupino Lane
- Frances Lee
- Lila Lee
- Ted Lewis : Lui-même
- Winnie Lightner
- Beatrice Lillie
- Noah Beery
- Bert Roach
- Louis Silvers
- Jacqueline Logan
- Myrna Loy
- Tully Marshall
- Shirley Mason
- Otto Matieson
- Philo McCullough
- Patsy Ruth Miller
- Bull Montana
- Lee Moran
- Chester Morris
- Jack Mulhall
- Edna Murphy
- Carmel Myers
- Marian Nixon
- Molly O'Day
- Gertrude Olmstead
- Sally O'Neil
- Anders Randolf
- Rin Tin Tin : Lui-même
- Sojin
- Ann Sothern
- Ben Turpin
- Alberta Vaughn
- Alice White
- Lois Wilson
- Grant Withers
- Loretta Young
- H. B. Warner
- Hobart Bosworth